# مقصدهای پروازی ایر چاینا
مقصدهای پروازی ایر چاینا به شرح زیر است:

## فهرست
|  | قطب              |
|  | شهر کانونی       |
|  | مسیرهای آتی      |
|  | مسیرهای متوقف‌شده |